# Mycena silvaelucens
O Mycena silvaelucens é uma espécie de cogumelo coletado no solo do Centro de Reabilitação Orangutan, na Malásia, e divulgada no ano de 2009.